# Dans l'eau... qui fait des bulles !
Pour plus de détails, voir Fiche technique et Distribution.
Dans l'eau... qui fait des bulles ! ou Le garde-champêtre mène l'enquête, ou encore Le poisson sifflera...deux fois, est un film français réalisé par Maurice Delbez sorti en 1961.

## Résumé
Un ballet s'organise autour du cadavre de Jean-Louis Preminger qu'un pêcheur, Paul Ernzer, a retiré des eaux d'un lac helvétique. Le corps, véhiculé de diverses façons, va se trouver balloté entre Baumann, un trafiquant, un gangster, un clochard, un fossoyeur, un vieux cow-boy,  un jeune homme, une belle distinguée et un sémillant « bourreau des cœurs ». Chacun a des raisons de l'avoir tué. 
Mais est-on bien sûr de l'identité du cadavre ? 
Le commissaire Guillaume n'en jurerait pas.

## Fiche technique
- Réalisation : Maurice Delbez
- Scénario : d'après le roman de Marcel-Georges Prêtre La Chair à poissons
- Adaptation : Michel Lebrun, Maurice Delbez
- Dialogues : Michel Lebrun
- Assistants réalisateur : Enrico Isacco et Philippe Condroyer
- Musique : Pierre Dudan
- Orchestration et arrangements musicaux : Jacques Denjean, avec la voix de Christiane Legrand (éditions musicales : Micro)
- Les chansons du film sont enregistrées sur disque Festival par Jacques Hélian et son orchestre
- Images : Jacques Ledoux
- Décors : Raymond Nègre, assisté de Frédéric de Pasquale
- Montage : Denise Natot, assisté de Dominique Le Forestier
- Ingénieur du son : Raymond Gauguier, assisté de Fernand Sartin
- Opérateur : Jean Fontenelle, assisté de Pierre Darasse, Jean-Claude Cassigneul
- Script-girl : Audrey de Ryan
- Maquillage : Jacqueline Pipart
- Habilleuse : Lucie Brunet
- Photographe : Gaston Thonnart
- Régisseur extérieur : Louis Germain
- Accessoiriste : Louis Charpeau
- Administrateur : Jean Desmonceaux
- Directeur de production : Maurice Saurel
- Secrétaire de production : Gilles Schneider
- Production : Kerfrance (France)
- Distribution : Les Films Fernand Rivers
- Publicité : D.E.P
- Pellicule 35 mm, noir et blanc
- Tournage dans les studios Eclair à Épinay-sur-Seine et les extérieurs sur les bords du Lac de Morat en Suisse
- Tirage : Laboratoires Eclair à Epinay-sur-Seine
- Enregistrement aux studios Marignan
- Durée : 90 min
- Genre : Comédie macabre, policier
- Première présentation le 25 octobre 1961
- Visa d'exploitation : 23748

## Distribution
- Louis de Funès : Paul Ernzer, le pêcheur qui retire le cadavre
- Marthe Mercadier : Georgette Ernzer, la femme de Paul
- Pierre Dudan : Charles Donadi
- Philippe Lemaire : Heinrich, le convoyeur
- Jacques Castelot : Baumann, le trafiquant
- Claudine Coster : Eléna, la maîtresse de Baumann
- Pierre Doris : Le boy-scout camionneur
- Olivier Hussenot : Le commissaire Guillaume
- Maria Riquelme : Arlette Preminger
- Serge Davri : Le vagabond
- Jacques Dufilho : Alphonse, le fossoyeur
- Philippe Clay : Le narrateur et la voix du mort (Jean-Louis Preminger)
- Max Elloy : Un pêcheur
- Josette Beucler
- Jocelyne Darche
- Bernard Quatrehomme
- Jean Mejean
- Guy Loran
- Georges Fabre
- Bob Genillard